# Solidariteit
Solidariteit (afrikaans signifie Solidarité) ou Solidarity (en anglais) est un syndicat sud-africain constitué sous ce nom en 2002 et issu de l'ancien Syndicat sud-africain des mineurs, fondé en 1902. 
Solidariteit/Solidarity s'affiche comme étant un syndicat de tradition chrétienne, de culture afrikaans et s'est positionné comme le représentant des travailleurs issu des minorités sud-africaines. Ses membres sont cependant principalement, mais pas exclusivement, des Afrikaners. 
Solidariteit a développé un réseau d'entraide communautaire, le Mouvement Solidarité (Solidariteit Beweging), qui irrigue de nombreux pans de la société civile de langue afrikaans dans le cadre d'un nouvel activisme afrikaner. 
Revendiquant 140 000 adhérents, Solidariteit/Solidarity est affilié à la Confédération syndicale internationale et à la Confédération des syndicats de travailleurs sud-africains. 

## Étymologie
Le nom du syndicat est un hommage en anglais et afrikaans au syndicat polonais Solidarność, sans qu'il n'y ait le moindre lien historique ou structurel entre les deux organisations.

## Historique

### Origines
Solidariteit est l'un des plus anciens syndicats indépendants d'Afrique du Sud si on fait remonter ses origines à l'ancien Transvaal Miners ’Association (TMA) fondé en 1902, renommé Syndicat sud-africain des mineurs (MWU) en 1913. 
Ce mouvement syndical, blanc, participe aux nombreux conflits industriels des premières décennies du XXe siècle, notamment aux grèves sanglantes de 1907, 1913 et 1922 (révolte du Rand). Le Syndicat connait par ailleurs une afrikanerisation de ses membres, notamment après le déclenchement de la Première Guerre mondiale car de nombreux mineurs d'origine britannique sont appelés sous les drapeaux. 
Ses revendications concernent alors les mauvaises conditions de sécurité et de santé dans les mines, la hausse du salaire minimum, l'indemnisation des victimes de silicose, la journée de travail de huit heures, le paiement des heures supplémentaires mais également le colour bar et la protection et le renforcement des emplois qualifiés pour les blancs alors que les mines recrutent alors de plus en plus une main d’œuvre noire à bon marché sur les emplois non qualifiés.
Après la révolte du Rand de 1922 puis l'arrivée du parti national de James Barry Hertzog et du parti travailliste au pouvoir en 1924, l'Etat sud-africain pacifie ses relations avec les syndicats blancs des mines, notamment avec le vote de la loi de 1926 sur les mines qui entérine de nombreuses revendications du MWU pour protéger les emplois qualifiés des mineurs blancs face aux mineurs de couleurs. Le MWU établit alors une relation privilégiée et bureaucratique avec le gouvernement, dirigé par des sympathisants ou des membres du parti travailliste ou du parti uni. 
De novembre 1948 à 1979, le bureau exécutif du MWU est ostensiblement favorable au parti national réunifié, qui vient d'arriver au pouvoir, et avec lequel il va vivre une relation symbiotique et harmonieuse durant de nombreuses années. Elle prend fin brutalement à la fin des années 70 quand le gouvernement décide de modifier sa politique sociale et de s'adapter à un contexte national où l'apartheid est de plus en contesté par les populations noires mais également par les acteurs politiques et économiques nationaux et internationaux. Les initiatives de réforme du travail qui sont alors prises bousculent une grande partie du mouvement ouvrier blanc, dont le MWU était alors un élément central.
Ainsi, en 1979, lorsque le gouvernement de Pieter Botha valide et met en œuvre les recommandations de la Commission Wiehahn consistant notamment à abolir les emplois réservés dans les mines et à autoriser la formation de syndicats noirs africains, le MWU est pris au dépourvu et refuse les réformes. Il perd son statut d'interlocuteur privilégié du gouvernement et entre dans un profond désarroi l'amenant à s'aligner de plus en plus sur les positions des défenseurs d'un apartheid stricte dans les relations sociales. 
Durant les années 90, le syndicat fait alors partie de la mouvance liée à l'Afrikaner Volksfront du général Constand Viljoen bien que les relations restent fluides, tout comme avec les autres syndicats blancs avec lesquels les projets de fusion, pour former un grand syndicat blanc et conservateur, échouent.
Malgré ses 60 000 membres au compteur en 1995, le MWU sort lessivé de ses dernières années de confrontation avec le gouvernement et de la mise en place, en 1994, du gouvernement d'union nationale de Nelson Mandela, le premier président noir du pays, d'autant qu'il a perdu tous les combats dans lesquels il s'est engagé. Le MWU renvoie alors de lui dans l'opinion publique, y compris blanche, une image extrêmement négative et stéréotypée.

### Refondation (1997-2002)

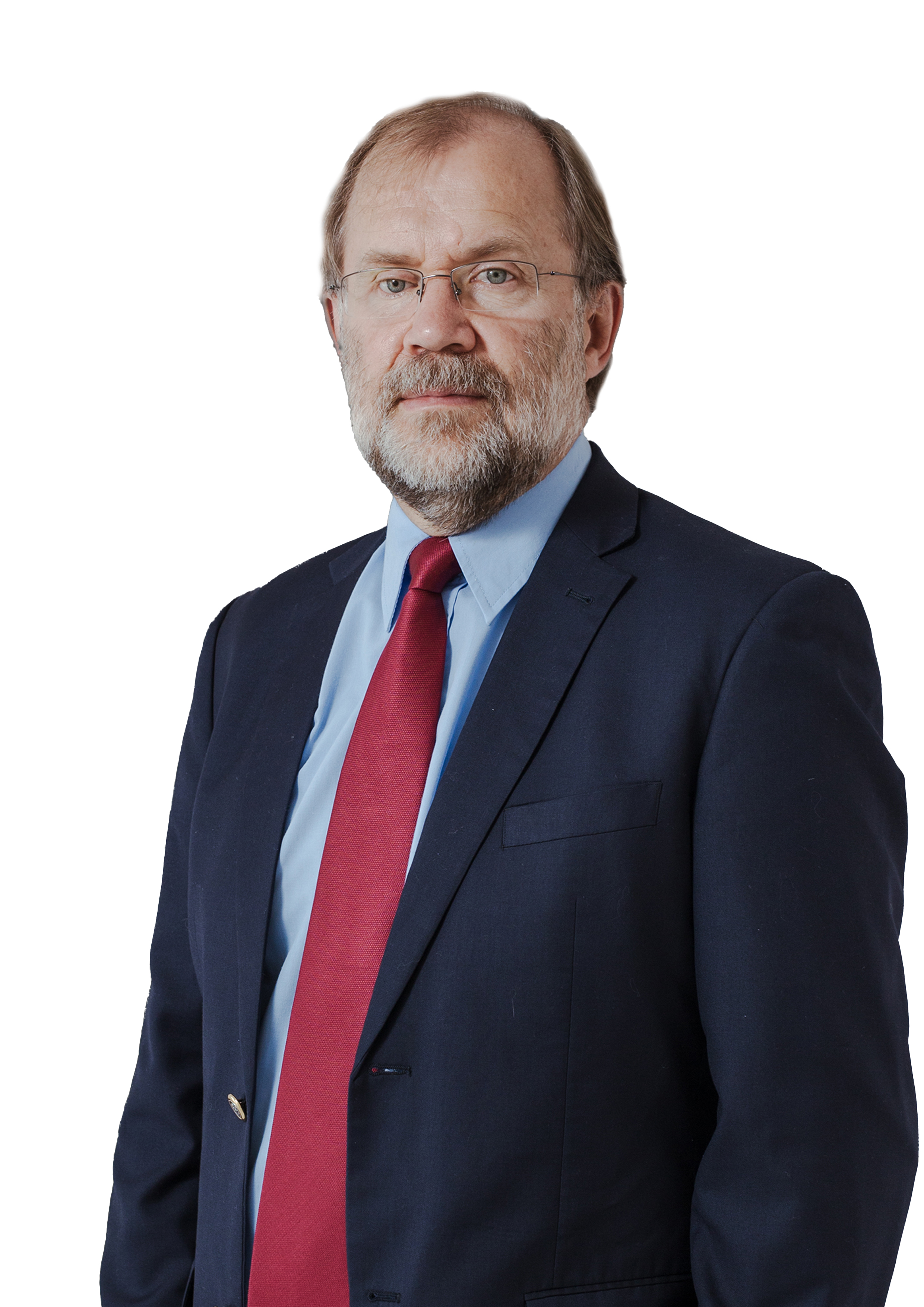
Flip Buys

En juillet 1997, Flip Buys devient le premier secrétaire général du MWU à n'avoir jamais exercé la profession de mineur et le premier col blanc à cette fonction. Le modèle que Buys a en tête pour reconstruire le syndicat est l'Histadrout israélien. Cela implique que le MWU doit opérer un changement de paradigme dans sa philosophie du travail, repenser sa stratégie, se moderniser, se repositionner, bref se réinventer tout en prenant conscience des réalités de l'Afrique du Sud. Il reste cependant des sujets incontournables qui font écho au passé de l'Afrique du Sud tels que la discrimination positive au bénéfice des populations de couleurs.
Le syndicat vise alors à repenser l'organisation du travail en mettant en avant le principe d'égalité afin de contrer, amoindrir ou compenser les pratiques de discrimination positive pratiquées par les entreprises qu'il n'hésite pas  poursuivre le cas échéant en justice (parfois avec succès). Couvrant tous le spectre des relations de travail, le syndicat entreprend de créer de nouvelles structures sectorielles et développe la formation continue en droit du travail et en technologies de l’information de ses représentants syndicaux tout en développant une gestion rigoureuse de ses coûts structurels et de sa masse salariale. Un conseil stratégique, composé de chercheurs et conseillers, est mis en place; un nouveau service de communication est créé et le service juridique élargi. Politiquement, le syndicat prend position en faveur du libre marché et s'affilie à la démocratie chrétienne sur le modèle des syndicats chrétiens sociaux d'Allemagne et du nord de l'Europe.
Le syndicat recrute également de jeunes diplômés chargé de mettre en œuvre la stratégie de Buys alors que toute référence à la race disparait des statuts (le caractère culturel afrikaans dominant du syndicat sera cependant maintenu). Rapidement, la sociologie de la direction du syndicat change et les cols blancs deviennent plus nombreux que les cols bleus.
Sur les treize concurrents du MWU sur le marché du travail de la population blanche en 1995, il n’en reste que trois en activité en 2000. Grâce à une campagne moderne et au développement des services sociaux et financiers à destination de ses membres, le MWU parvient à s'adapter au nouveau contexte sud-africain et à augmenter les effectifs du syndicat. Les nouveaux adhérents proviennent de milieux professionnels très divers, que ce soit des employés des conseils municipaux, de Telkom, d'Escom et d'autres salariés du Cap-Occidental, mais aussi et surtout des professions indépendantes via Uniklub, une division du MWU.
Hormis la lutte contre les pratiques de discrimination positive (sur lequel le MWU publie un rapport présenté lors de la conférence de Durban sur le racisme en 2000), l'un des chevaux de bataille du MWU est, face à l'anglais, la défense du maintien de l'afrikaans comme langue de communication sur le lieu de travail et réussit, via des actions en justice, à forcer Escom, Telkom, Transnet, la Poste et le ministère des Travaux publics à réviser leurs politiques linguistique en la matière.
En 2000, le MWU et le Syndicat national des mineurs (National Union of Mineworkers - NUM) signent un accord de coopération sur les sujets d'intérêts communs. A l'aune de ces transformations, le MWU est devenu un mouvement syndical multi-sectoriel qui n'est plus centré sur les travailleurs  du secteur minier.

### Fondation de MWU-Solidariteit
En 2002, la fusion du MWU avec quatre autres petits syndicats (South African Workers Union, Transport Union, Denel Union,  Forestry and Plantation Management Union) permet la fondation d'une nouvelle entité syndicale indépendante appelée MWU-Solidarité rassemblant 93 000 membres, qui deviendra tout simplement, en septembre 2002, Solidariteit (traduction en afrikaans du mouvement syndical polonais Solidarność).
En 2006, le syndicat est affilié à la CONSAWU et devient un interlocuteur reconnu à un niveau international en droit du travail. Il a depuis prospéré pour dépasser les 100 000 adhérents.

## Actions marquantes
En 2017, Solidarity et le grand syndicat, National Union of Mineworkers (NUM), sont les syndicats représentatifs qui signent une nouvelle convention collective salariale de 3 ans avec la compagnie minière Kumba Iron Ore. Les deux syndicats sont aussi confrontés conjointement aux licenciements chez Sibanye Gold et Anglo American.
En 2018, le syndicat s'insurge contre un nouveau régime d'actionnariat de l'entreprise Sasol privilégiant les travailleurs noirs et lance un mouvement de grève au motif que la mesure constitue une exclusion raciale des travailleurs blancs. Il s'oppose également à ce titre au programme d'aide à la recherche d'emploi destiné aux jeunes noirs, métis et indiens, et excluant les blancs, lancé en partenariat avec le gouvernement sud-africain, des entreprises privées et la société civile  et pris dans le cadre du Black Economy and Empowerment Ac  et du Broad-Based Black Economic Empowerment. 
En 2019, il dénonce la mise en place de quotas raciaux dans le sport et saisit le tribunal des prudhommes de Johannesburg.
En novembre 2019, Solidariteit dépose une requête devant les tribunaux afin de placer la compagnie nationale aérienne, South African Airways, sous le régime du sauvetage des entreprises. La compagnie sera finalement placée en redressement en décembre par le gouvernement. Le syndicat, à l'instar des autres syndicats de la compagnie, rejettera néanmoins le plan de sauvetage proposé par le gouvernement dans le cadre de la liquidation des actifs de la Compagnie mais, par contre, se déclarera prêt à accepter le plan social.

## Organisation sectorielle
Solidariteit est présente dans les secteurs de l'aviation, de la chimie, des services, des télécommunications, de l'électricité, de la métallurgie et de l'ingénierie, des mines, de la médecine et de l'agriculture.
Le syndicat est plus particulièrement représentatif des employés blancs qualifiés mais pas exclusivement.

## Un syndicat affilié au réseau du mouvement Solidarité
Comme le note Denis-Constant Martin, le syndicat Solidariteit apparait comme l'organisation qui semble relayer au mieux les demandes de nombreux Afrikaners qui, en plus du soutien à la démocratie et à l’abolition de toute forme de discrimination raciale, craignent de se voir réduits au rang de « citoyens de seconde zone » auxquels serait déniée, selon eux, leur « part légitime » de la richesse nationale. Comme l'objet social du syndicat Solidariteit est le droit du travail et la négociation collective, il ne peut mener en son nom un projet qui va bien au-delà de l'activité syndicale. 
En s'inspirant des différentes institutions d'entraides créées au début du XXe siècle (helpmekaar, reddingsdaadbond, etc.) pour sortir les Boers de la pauvreté après la seconde guerre des Boers et en particulier après la rébellion Maritz, une quatorzaine d'organisations, indépendantes ou autonomes, mais juridiquement distinctes, issues ou partenaires de Solidariteit, se sont constituées au sein d'un réseau d'entraide communautaire, le mouvement Solidarité, dans le cadre de la renaissance d'un nouvel activisme afrikaner.
Plusieurs de ces organisations pré-existaient au syndicat Solidariteit tels que la Fédération des organisations culturelles afrikaans, association culturelle et pôle de réflexion communautaire afrikaner élitiste créée en 1929 ou le Helping Hand, fondée en 1949 par le MWU, pour intervenir dans le domaine social en aide aux communautés afrikaanophones (aide à l'éducation, lutte contre la pauvreté) et principalement, de fait, aux Afrikaners en situation de pauvreté. D'autres ont été créées à l'initiative du syndicat tel Afriforum, une organisation non gouvernementale de défense des droits civiques et culturels de la communauté afrikaans, fondée en 2006, et devenue la plus importante organisation afrikaner d'Afrique du Sud en nombre de membres (environ 7% de la population afrikaner en est membre). Akademia, un établissement d'enseignement supérieur privé, permettant l'enseignement en ligne en afrikaans, est également l'un de ces établissements créés dans le cadre de cet activisme afrikaans dans le monde de l'enseignement supérieur.
Le mouvement comptait 340 000 membres en 2015.

## Liens connexes
- Liste de syndicats dans le monde
- Andries Hendrik Potgieter